# Emmanuel Yeboah
Emmanuel Yeboah (ur. 25 lutego 2003 w Sunyani) – ghański piłkarz, występujący na pozycji napastnika w duńskim klubie Brøndby IF oraz w reprezentacji Ghany U-23.

## Kariera
Na podstawie:
| Klub     | Miasto      | Debiut                                            | Sukcesy | Mecze w międzynarodowych pucharach |
| -------- | ----------- | ------------------------------------------------- | ------- | --- |
| CFR Cluj | Kluż-Napoka | 13 lipca 2022 CFR Cluj 2:2 (k. 3:4) Piunik Erywań | –       | Eliminacje UCL 2022/23: CFR Cluj 2:2 (k. 3:4) Piunik Erywań |
| CFR Cluj | Kluż-Napoka | 13 lipca 2022 CFR Cluj 2:2 (k. 3:4) Piunik Erywań | –       | Eliminacje LKE 2022/23: CFR Cluj 3:0 Inter Club d’Escaldes Inter Club d’Escaldes 1:1 CFR Cluj CFR Cluj 1:0 Szachcior Soligorsk NK Maribor 0:0 CFR Cluj CFR Cluj 1:0 NK Maribor                                |
| CFR Cluj | Kluż-Napoka | 13 lipca 2022 CFR Cluj 2:2 (k. 3:4) Piunik Erywań | –       | LKE 2022/23: KF Ballkani Suva Reka 1:1 CFR Cluj CFR Cluj 0:1 Sivasspor Slavia Praga 0:1 CFR Cluj CFR Cluj 2:0 Slavia Praga CFR Cluj 1:0 KF Ballkani Suva Reka Lazio Rzym 1:0 CFR Cluj CFR Cluj 0:0 Lazio Rzym |

## Statystyki

### Klubowe[3]
(aktualne na dzień 9 września 2023)
| Klub       | Sezon   | Liga        | Liga  | Liga   | Puchar krajowy | Puchar krajowy | Kontynentalne | Kontynentalne | Suma  | Suma   |
| Klub       | Sezon   | Liga        | Mecze | Bramki | Mecze          | Bramki         | Mecze         | Bramki        | Mecze | Bramki |
| ---------- | ------- | ----------- | ----- | ------ | -------------- | -------------- | ------------- | ------------- | ----- | ------ |
| CFR Cluj   | 2022/23 | Liga I      | 31    | 3      | 4              | 0              | 13            | 0             | 48    | 3      |
| CFR Cluj   | 2023/24 | Liga I      | 3     | 2      | 0              | 0              | 2             | 0             | 5     | 2      |
| CFR Cluj   | Łącznie | Łącznie     | 34    | 5      | 4              | 0              | 15            | 0             | 53    | 5      |
| Brøndby IF | 2023/24 | Superligaen | 0     | 0      | 0              | 0              | –             | –             | 0     | 0      |
| Brøndby IF | Łącznie | Łącznie     | 0     | 0      | 0              | 0              | 0             | 0             | 0     | 0      |
| Łącznie    | Łącznie | Łącznie     | 34    | 5      | 4              | 0              | 15            | 0             | 53    | 5      |

### Reprezentacyjne[4]
(aktualne na dzień 10 lipca 2023)
Zawodnik nie rozegrał jeszcze żadnego meczu w kadrze seniorskiej. Statystyki pochodzą z meczów reprezentacji U-23.
| Występy i gole w reprezentacji U-20 | Występy i gole w reprezentacji U-20 | Występy i gole w reprezentacji U-20 | Występy i gole w reprezentacji U-20 | Występy i gole w reprezentacji U-20 | Występy i gole w reprezentacji U-20 | Występy i gole w reprezentacji U-20 | Występy i gole w reprezentacji U-20 | Występy i gole w reprezentacji U-20 |
| Lp.                                 | Data                                | Miasto                              | Przeciwnik                          | Wynik                               | Czas                                | Gole                                | Inne                                | Rozgrywki                           |
| ----------------------------------- | ----------------------------------- | ----------------------------------- | ----------------------------------- | ----------------------------------- | ----------------------------------- | ----------------------------------- | ----------------------------------- | ----------------------------------- |
| 1.                                  | 25.06.2023                          | Rabat                               | Kongo U-23                          | 3:2 (0:0)                           | 46'–90'                             | 2                                   | asysta                              | Mistrzostwa Afryki U-23 2023        |
| 2.                                  | 27.06.2023                          | Rabat                               | Maroko U-23                         | 1:5 (1:3)                           | 1'–90'                              |                                     |                                     | Mistrzostwa Afryki U-23 2023        |
| 3.                                  | 30.06.2023                          | Tanger                              | Gwinea U-23                         | 1:1 (0:1)                           | 1'–52'                              | 1                                   |                                     | Mistrzostwa Afryki U-23 2023        |

## Osiągnięcia[5]
(aktualne na dzień 10 lipca 2023)

### Klubowe
Brak ważniejszych osiągnięć.

### Reprezentacyjne
- Król strzelców Mistrzostw Afryki U-23 2023